# Zona de Segurança de Nanquim
A Zona de Segurança de Nanquim (; em japonês: 南京安全区 , Nankin Anzenku ouem japonês: 南京安全地帯, Nankin Anzenchitai) foi uma zona desmilitarizada para civis chineses criada na véspera do avanço japonês na Batalha de Nanquim (13 de dezembro de 1937). Seguindo o exemplo do padre jesuíta Robert Jacquinot de Besange em Xangai, os estrangeiros em Nanquim criaram a Zona de Segurança de Nanquim, administrada pelo Comitê Internacional para a Zona de Segurança de Nanquim, liderado pelo empresário alemão e membro do partido nazista John Rabe . A zona e as atividades do Comitê Internacional foram responsáveis por abrigar com segurança 250.000 civis chineses da morte e da violência durante o Massacre de Nanquim. 

## Evacuação de Nanquim
Naquele período, muitos ocidentais residiam na cidade, dedicando-se ao comércio ou a atividades missionárias. Quando o exército imperial japonês começou a se aproximar de Nanquim, o governo chinês evacuou a cidade, transferindo-se para a capital de transição, Hankou. Enquanto a maioria dos ocidentais fugiu, um pequeno número optou por ficar na cidade. Não está claro exatamente quantos ocidentais ficaram para trás e quem eram eles. O número relatado varia entre 20 e 30. David Askew analisou diversas fontes que apresentam números distintos de estrangeiros que permaneceram na cidade em diferentes datas. Segundo Askew, a melhor estimativa indica que havia 27 estrangeiros na cidade, cinco dos quais eram jornalistas que partiram em 16 de dezembro, alguns dias após a cidade cair nas mãos do exército imperial japonês.
Além dos cinco jornalistas, os demais ocidentais que permaneceram em Nanquim eram empresários, médicos e missionários. Quase todos integravam o Comitê Internacional para a Zona de Segurança de Nanquim ou o Comitê Internacional da Cruz Vermelha de Nanquim.

## Estabelecimento
Os ocidentais que ficaram para trás estabeleceram a Zona de Segurança de Nanquim, que era composta por uma série de campos de refugiados que ocupavam uma área de cerca de 3,4 milhas 2 (8,6 km 2 ).  A Zona de Segurança era delimitada por estradas em todos os quatro lados e tinha uma área de aproximadamente 3,86 km 2, com 25 campos de refugiados centralizados ao redor da Embaixada dos EUA.
Para coordenar seus esforços, os ocidentais estabeleceram o Comitê Internacional para a Zona de Segurança de Nanquim. O empresário alemão John Rabe foi eleito seu líder, em parte por causa de seu status como membro do partido nazista e da existência do Pacto Anti-Comintern bilateral germano-japonês. O Comitê Internacional para a Zona de Segurança de Nanquim foi formado em 22 de novembro de 1937.

### Reconhecimento
A cidade de Nanquim confirmou a existência da Zona de Segurança, enviou dinheiro e alimentos e colocou seguranças na zona. Em 1º de dezembro de 1937, o prefeito de Nanquim, Ma Chao-chun, ordenou que todos os cidadãos chineses que permaneciam em Nanquim se mudassem para a "Zona Segura" e em seguida fugiu da cidade.
O exército japonês não reconheceu sua existência, mas concordou em não atacar partes da cidade que não contivessem forças militares chinesas. Os membros do Comitê Internacional para a Zona de Segurança de Nanquim conseguiram persuadir o governo chinês a retirar todas as suas tropas da área.

## Atrocidades cometidas pelo Exército Imperial Japonês
Os japoneses respeitaram a Zona até certo ponto; nenhum projétil entrou naquela parte da cidade antes da ocupação japonesa, exceto alguns tiros perdidos. Durante o caos que se seguiu ao ataque à cidade, alguns foram mortos dentro  Zona de Segurança, mas as atrocidades no resto da cidade foram muito maiores, segundo todos os relatos.
Soldados japoneses cometeram atrocidades dentro da Zona de Segurança, as quais fizeram parte do Massacre de Nanquim, que foi um evento de proporções ainda maiores. O Comitê Internacional apelou diversas vezes ao exército japonês, com John Rabe usando suas credenciais como membro do Partido Nazista, mas sem sucesso. Periodicamente, soldados japoneses invadiam à força a Zona de Segurança, raptavam centenas de homens e mulheres, executando-os sumariamente ou os violentavam antes de matá-los. O exército japonês alegou que havia guerrilheiros na Zona de Segurança porque qualquer pessoa que não estivesse usando uniforme podia entrar.

## Fim
No final de janeiro de 1938, o exército japonês forçou todos os refugiados na Zona de Segurança a retornarem para casa e alegou ter "restaurado a ordem". Em 18 de fevereiro de 1938, o Comitê Internacional da Zona de Segurança de Nanquim foi renomeado à força para "Comitê Internacional de Resgate de Nanquim", e a Zona de Segurança efetivamente deixou de funcionar. Os últimos campos de refugiados foram fechados em maio de 1938. John Rabe e seu Comitê Internacional foram creditados por salvar 200.000–250.000 vidas, apesar do massacre em andamento. 
Após a saída de George Ashmore Fitch, Hubert Lafayette Sone foi eleito Diretor Administrativo do Comitê Internacional de Ajuda a Nanquim. 

## Legado
Antes da normalização das relações entre a China e o Ocidente, os ocidentais que permaneceram em Nanquim para administrar a Zona de Segurança de Nanquim foram vigorosamente criticados pelo governo chinês. Por exemplo, um grupo de pesquisadores da Universidade de Nanquim, na década de 1960, condenou os membros da comunidade ocidental em Nanquim por fazerem vista grossa às atrocidades japonesas na cidade e usaram indevidamente as fontes primárias para sugerir que os ocidentais haviam cooperado no massacre de chineses pelos japoneses. À medida que as preocupações chinesas sobre o "imperialismo americano" diminuíam e o Japão se tornava alvo de críticas oficiais (pelo menos em parte por causa da questão altamente politizada e controversa dos livros didáticos japoneses), as opiniões na China mudaram drasticamente. Os ocidentais agora eram retratados como resistentes ativos em vez de colaboradores ativos.
Entretanto, certos autores e políticos japoneses de direita e nacionalistas afirmam que, juntamente com o massacre de Nanquim, a Zona de Segurança nunca existiu. O museu do santuário de Yasukuni omite qualquer menção ao massacre de Nanquim e proclama que "os japoneses estabeleceram uma zona de segurança para civis chineses e fizeram um esforço especial para proteger os locais históricos e culturais. Dentro da cidade, os moradores puderam mais uma vez viver suas vidas em paz."